# Humboldt County (Californië)
Humboldt County is een van de 58 county's in de Amerikaanse deelstaat Californië. Humboldt County ligt aan de Stille Oceaankust in het noorden van de staat, zo'n 435 km ten noorden van San Francisco. 
Volgens de volkstelling van 2010 bedroeg de populatie 134.623. De belangrijkste plaatsen zijn de hoofdplaats Eureka en het studentenstadje Arcata, beide aan de Humboldt Bay gelegen, Californiës tweede grootste natuurlijke baai.
Het gebied is dichtbebost, bergachtig en landelijk. De county staat in voor zo'n 20% van de houtproductie van Californië. Daarnaast telt ze meer dan 40% van alle oude kustmammoetboombossen. Het merendeel daarvan wordt beschermd door de federale overheid, de staat en lokale autoriteiten in bossen en parken. Het Redwood National Park is het bekendste park.

## Geografie
Humboldt County heeft een totale oppervlakte van 10.495,2 km², waarvan 9.252,7 km² land is en 1.242,5 km² water (11,84%). De county ligt in het noordwesten van Californië, een regio die bekendstaat als de North Coast of het Redwood Empire. In het noorden grenst de county aan Del Norte County, in het noordoosten aan Siskiyou, in het oosten aan Trinity en in het zuiden aan Del Norte County. Humboldt County ligt aan de Stille Oceaan en het meest westelijke punt van de staat Californië, Cape Mendocino, bevindt zich in Humboldt County. Een ander belangrijk element in het landschap is de Humboldt Bay, de grootste diepe natuurlijke baai tussen San Francisco en Coos Bay. Grote waterlopen in de county zijn de Klamath, de Eel River, de Trinity en de Mad River.
De belangrijkste verkeersader is de noordzuid-gerichte U.S. Route 101. De state highways 299 en 36 verbinden Humboldt County met het oosten en de State Route 96 met het noordoosten. De grootste luchthaven, Arcata-Eureka Airport, bevindt zich bij McKinleyville. Daarnaast zijn er nog verschillende kleinere vliegvelden.

### Plaatsen

#### Steden
Humboldt County heeft zeven geïncorporeerde steden op haar grondgebied:
|  | Stad                  | Inwoners (2010) |
|  | --------------------- | --------------- |
|  | Arcata                | 17.231          |
|  | Blue Lake             | 1.253           |
|  | Eureka                | 27.191          |
|  | Ferndale (Californië) | 1.371           |
|  | Fortuna               | 11.926          |
|  | Rio Dell              | 3.363           |
|  | Trinidad              | 367             |

#### Andere plaatsen
Van de ongeïncorporeerde plaatsen is McKinleyville het grootst. Met een bevolking van meer dan 15.000 is het zelfs veel groter dan vijf van de geïncorporeerde steden. Hieronder staan de ongeïncorporeerde gemeenschappen in Humboldt County op alfabetische volgorde:
| - Alderpoint - Alton - Bayside - Bayview - Blocksburg - Briceland - Bridgeville - Carlotta - Cutten - Fernbridge - Fickle Hill - Fieldbrook | - Fields Landing - Freshwater - Garberville - Harris - Honeydew - Hoopa - Humboldt Hill - Hydesville - Indianola - Kneeland - Loleta - Manila | - Maple Creek - McKinleyville - Miranda - Myers Flat - Myrtletown - Orick - Orleans - Pepperwood - Petrolia - Phillipsville - Pine Hills - Redcrest | - Redway - Samoa - Scotia - Shelter Cove - Table Bluff - Weitchpec - Weott - Westhaven-Moonstone - Whitethorn - Willow Creek |

## Demografie
De volkstelling van 2010 door het United States Census Bureau wees uit dat Humboldt County 134.623 inwoners telde. De etnische samenstelling van de bevolking was als volgt: 81,7% blank, 5,7% indiaans, 2,2 Aziatisch, 1,1% Afro-Amerikaans en 0,3% afkomstig van de eilanden in de Stille Oceaan. Daarnaast was 3,7% van een ander ras en 5,3% van twee of meer rassen. Van de totale bevolking gaf 9,8% aan Hispanic of Latino te zijn.